# Ch’ongnim
Ch’ongnim (총림) – specjalny ośrodek praktyki w koreańskim sŏnie. Koreański odpowiednik sanskryckich terminów vana lub vindhyavana. Inną nazwą jest danrim (단림). Ch’ongnim jest odpowiednikiem sanskryckiej vindhyavany (w transliteracji Pint'ap'ana (빈타파나), w języku chińskim 貧陀婆那.
Ośrodek ten charakteryzuje się autonomią i całkowitą swobodą w zarządzaniu, w sprawach finansowych oraz w wyborze swojego opata. Dosłownie słowo to znaczy gąszcz, zarośla. Ch'ong – wzrastanie trawy bez przeszkód, nim – zgodne wzrastanie drzew. Odnosi się to do posiadania przez klasztor swoich wewnętrznych reguł i przepisów.
Mistrz sŏn Wolha z T'ongdo sa (klasztoru T'ongdo) określił ch’ongnim jako miejsce, gdzie cztery drzewa wzrastają razem i z odległości wyglądają jak jedno. Te cztery drzewa, to cztery fundamenty praktyki:
- medytacja sŏn
- studiowanie sutr
- studiowanie vinayi (wskazań buddyjskich)
- śpiewy

Zatem aby należeć do ch’ongnim, w kompleksie klasztornym muszą się znajdować:
- Sŏnwon – centrum medytacyjne
- Kangwon – szkoła sutr
- Yulwon – szkoła wskazań (winaja)
- Yŏmbulwon – szkoła śpiewów

Obecnie w Korei znajduje się tylko pięć takich ośrodków: Haein sa (od 1967 r.), Songgwang-sa (od 1969 r.), T'ongdo sa (od 1972 r.), Sudok sa (od 1985 r.) i Paegyang sa
Bibliografia
- Robert E. Buswell Jr. The Zen Monastic Experience. Princeton University Press. Princeton, 1992. ISBN 0-691-07407-0